# Kap Verde-kreol
Kap Verde-kreol (Kriolu eller kabuverdianu) är ett portugisiskbaserat kreolspråk som talas på Kap Verde. Språket heter kriolu och är ett talspråk. På Kap Verde talar man kriolu men man skriver på portugisiska.
Språket är en sammansättning av "förkortade" ord på portugisiska och en del afrikanska dialekter och språk. Denna typ av kriolu bildades då slavar från både Brasilien och Afrika skeppades och hamnade på Kap Verde. På plats skapade slavarna sinsemellan språket och språket utformades på ett sådant sätt att de portugisisktalande slavägarna/slavdrivarna inte skulle förstå vad slavarna sade till varandra.
I denna typ av kriolu böjs ord aldrig. I till exempel i svenskan har man bestämd och obestämd form för ordet "stol". Man säger stol och stolen. På kap Verde-kreol säger man "cadera" för båda formerna och det är ordet innan som bestämmer bestämd eller obestämd form.